# Ле-Берсак
Ле-Берса́к (фр. Le Bersac, окс. Lo Bersac) — коммуна во Франции, находится в регионе Прованс — Альпы — Лазурный Берег. Департамент коммуны — Верхние Альпы. Входит в состав кантона Сер. Округ коммуны — Гап.
Код INSEE коммуны — 05021.

## Население
Население коммуны на 2008 год составляло 153 человека.
| 1962 | 1968 | 1975 | 1982 | 1990 | 1999 | 2008 |
| ---- | ---- | ---- | ---- | ---- | ---- | ---- |
| 99   | 112  | 102  | 118  | 97   | 134  | 153  |

## Экономика

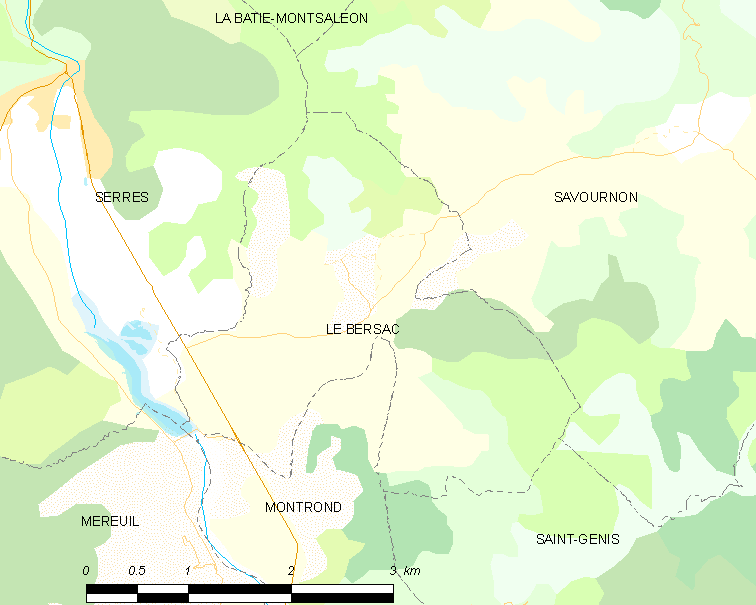
Карта коммуны

В 2007 году среди 96 человек в трудоспособном возрасте (15—64 лет) 52 были экономически активными, 44 — неактивными (показатель активности — 54,2 %, в 1999 году было 62,6 %). Из 52 активных работали 47 человек (27 мужчин и 20 женщин), безработных было 5 (3 мужчин и 2 женщины). Среди 44 неактивных 3 человека были учениками или студентами, 22 — пенсионерами, 19 были неактивными по другим причинам.

## Достопримечательности
- Следы пребывания первобытных людей
- Усадьба XV века
- Церковь Сен-Лоран XIX века
- Частный музей сельского хозяйства (флора и фауна)